# Olympische Sommerspiele 1992/Teilnehmer (Sri Lanka)
| Gelbes Symbol für Goldmedaillen mit stilisierten Olympischen Ringen | Graues Symbol für Silbermedaillen mit stilisierten Olympischen Ringen | Braundes Symbol für Bronzemedaillen mit stilisierten Olympischen Ringen |
| ------------------------------------------------------------------- | --------------------------------------------------------------------- | ----------------------------------------------------------------------- |
| —                                                                   | —                                                                     | —                                                                       |

Sri Lanka nahm an den Olympischen Sommerspielen 1992 in Barcelona, Spanien, mit einer Delegation von elf Sportlern (fünf Männer und sechs Frauen) teil.

## Teilnehmer nach Sportarten

### Badminton
- Niroshan Wijekoon
Einzel: 1. Runde

### Gewichtheben
- Ansela Marlen Wijewickrema
Fliegengewicht: 12. Platz

### Leichtathletik
- Sriyantha Dissanayake
100 Meter: Vorläufe
200 Meter: Vorläufe

- Kuruppu Karunaratne
Marathon: 71. Platz

- Damayanthi Dharsha
Frauen, 100 Meter: Vorläufe
Frauen, 200 Meter: Viertelfinale

- Jayamini Illeperuma
Frauen, 400 Meter: Viertelfinale

- Sriyani Dhammika Manike
Frauen, 800 Meter: Vorläufe
Frauen, 1500 Meter: Vorläufe

- Sriyani Kulawansa
Frauen, 100 Meter Hürden: Vorläufe

- Vijitha Amerasekera
Frauen, Speerwerfen: 24. Platz in der Qualifikation

### Schießen
- Pushpamali Ramanayake
Frauen, Luftgewehr: 37. Platz

### Schwimmen
- Julian Bolling
200 Meter Freistil: 49. Platz
100 Meter Schmetterling: 65. Platz
200 Meter Schmetterling: 44. Platz